# 104 Klymene
104 Klymene (in italiano 104 Climene) è un grande e scuro asteroide della Fascia principale. Ha probabilmente una composizione carboniosa ed è membro dell'ampia Famiglia di asteroidi Temi.
Klymene fu scoperto il 13 settembre 1868 da James Craig Watson al Detroit Observatory dell'università del Michigan (USA) ad Ann Arbor. Fu battezzato come una delle diverse Climene presenti nella mitologia greca.